# Andrej Danko
Andrej Danko (ur. 12 sierpnia 1974 w Revúcy) – słowacki polityk i prawnik, przewodniczący Słowackiej Partii Narodowej, poseł do Rady Narodowej, a w latach 2016–2020 jej przewodniczący.

## Życiorys
W 1998 ukończył studia prawnicze na Uniwersytecie Komeńskiego w Bratysławie. Praktykował jako prawnik, w 2003 uzyskał uprawnienia adwokata. Zaangażował się w działalność polityczną w ramach Słowackiej Partii Narodowej. W 2012 został przewodniczącym tego ugrupowania. W wyborach w 2016 z listy SNS uzyskał mandat posła do Rady Narodowej. Wprowadził swoją partię do nowej koalicji rządowej, sam 23 marca 2016 został wybrany na przewodniczącego słowackiego parlamentu. Radą Najwyższą kierował do końca kadencji w 2020. Wcześniej w tym samym roku SNS nie przekroczyła w kolejnych wyborach wyborczego progu. Andrej Danko ogłosił wówczas swoją rezygnację z funkcji przewodniczącego partii. Ostatecznie jednak pozostał na niej, uzyskując ponowny wybór na zjeździe SNS we wrześniu 2020. W wyniku wyborów w 2023 powrócił do słowackiego parlamentu.
Zarejestrował swoją kandydaturę w wyborach prezydenckich w 2024. Zrezygnował ze startu na kilka dni przed głosowaniem, popierając Štefana Harabina. Jego nazwisko pozostało jednak na kartach wyborczych (otrzymał poniżej 0,1% głosów).